# AFASスタディオン
AFASスタディオン（オランダ語: AFAS Stadion）は、オランダ・北ホラント州アルクマールに所在するサッカー専用スタジアム。2006年に開場し、AZアルクマールがホームスタジアムとして使用している。

## 歴史
2006年8月、AZアルクマールが今まで使用していたアルクマールデルフートの後継者となるスタジアムとして開場した。2005年に、スタジアムの名前候補として挙がったDSBスタディオンはサポーターに不評だったため、このころからヴィクトリー・スタジアムと呼ばれ始めた。2009年11月4日、DSBの名前が除かれ、2010年、新たにAZを買収したAFASグループの名前をとり、AFASスタディオンと改名された。
2019年8月10日、8フィートもの強風によりスタジアムを覆う屋根が一部崩落した。崩落当時、スタジアムには人がいなかったため、人的被害は全くなかったが、後の調査により一部の溶接の不備が発見されたため、AFASスタディオンは無期限封鎖となってしまった。最終的には屋根の4分の3を取り除いて使用可能な状態に戻した。また、再使用後最初の公式戦はエールディヴィジのアヤックス・アムステルダム戦だったが、見事1-0で勝利している。

## ギャラリー

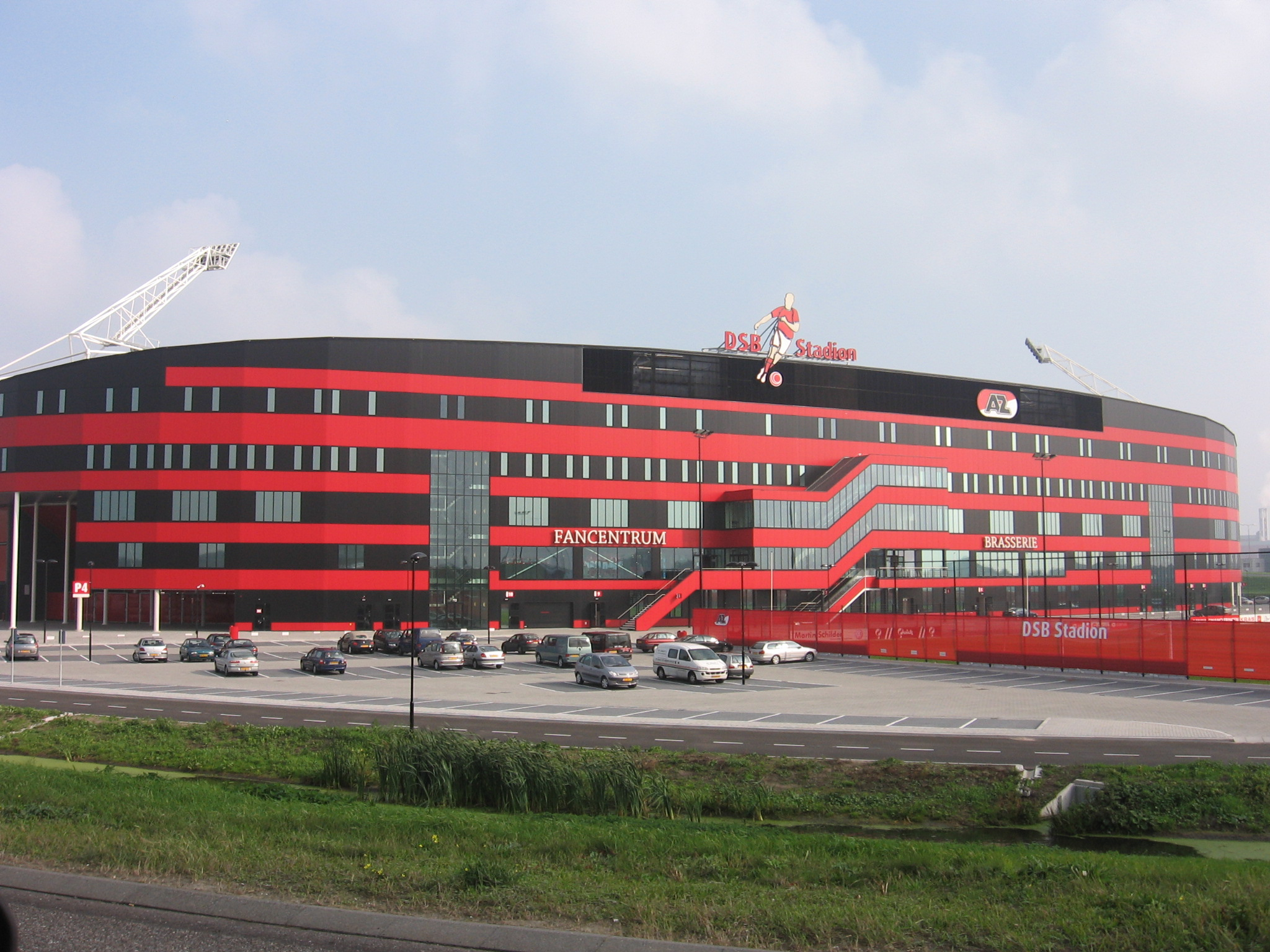
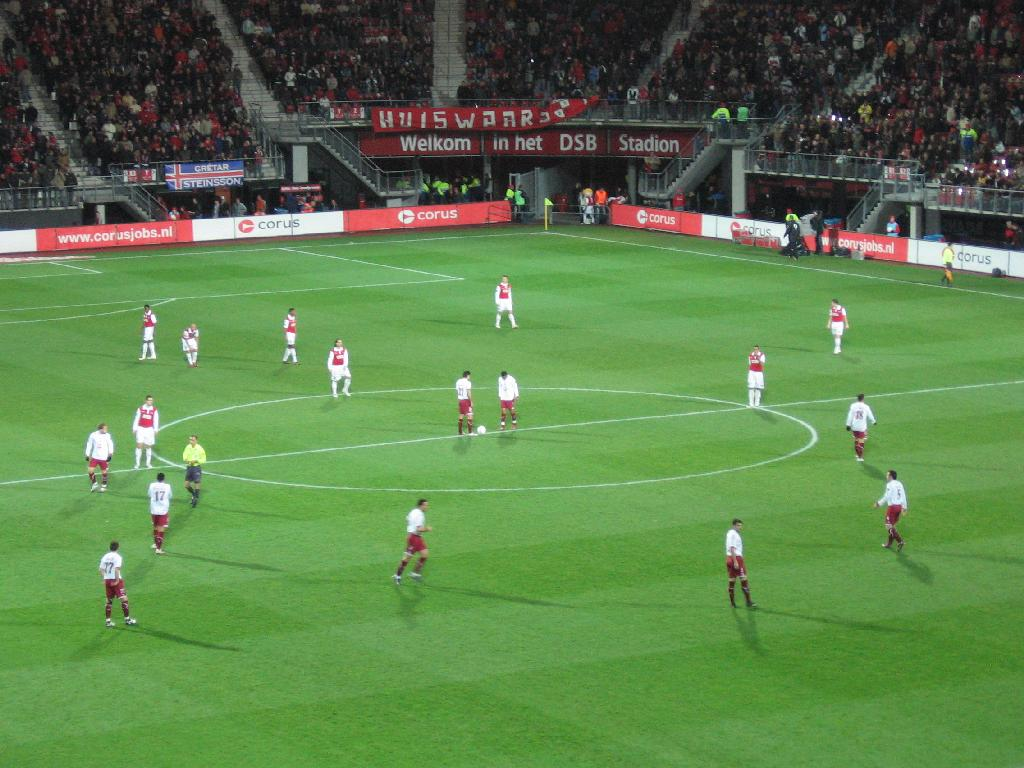